# Bodajk
Bodajk är en stad och kommun i distriktet Mór i provinsen Fejér i Ungern. Kommunen har 3 828 invånare (2024), på en yta av 28,98 km². Bodajk fick stadsrättigheter den 1 juli 2008.